# ادی (اوکلاهما)
ادی (به انگلیسی: Eddy) یک منطقهٔ مسکونی در ایالات متحده آمریکا است که در شهرستان کی، اکلاهما واقع شده‌است. ادی ۳۲۴٫۹۲ متر بالاتر از سطح دریا قرار دارد.